# Desetinožci

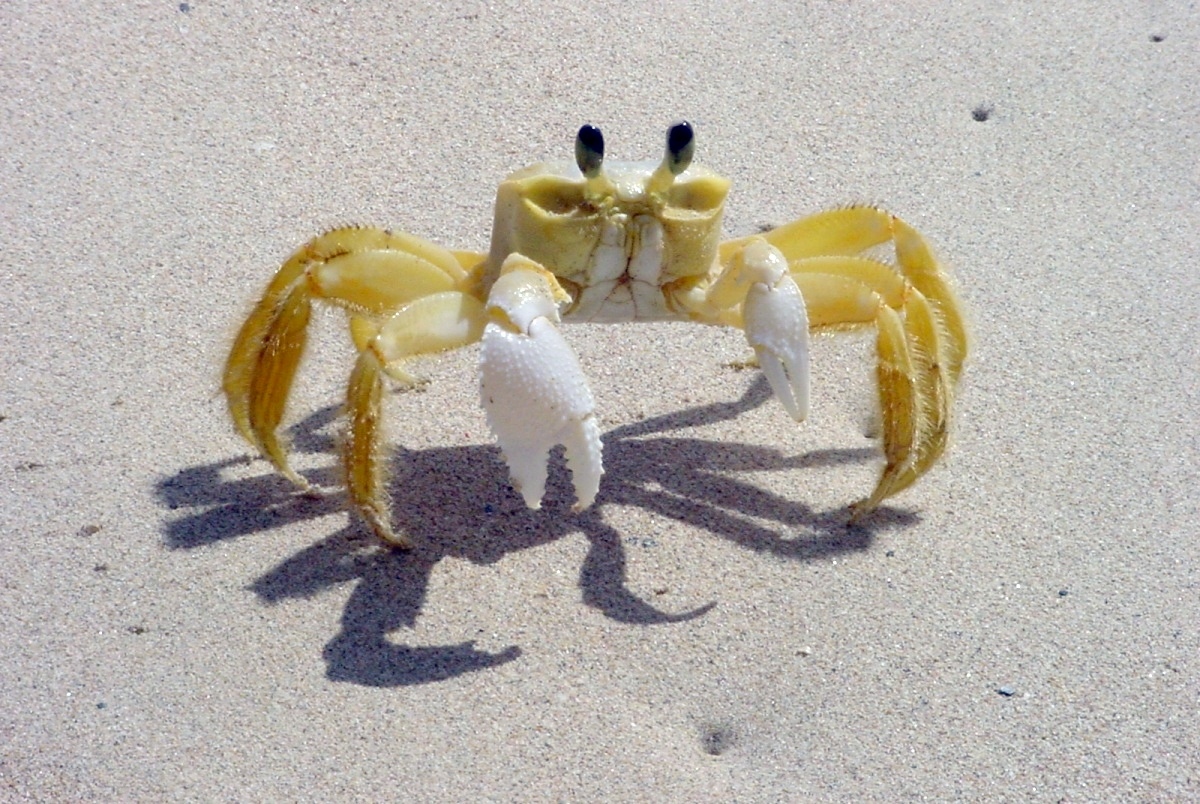
Krab Ocypode quadrata

Desetinožci (Decapoda) je řád vyšších korýšů, který zahrnuje mnohé z nejznámějších skupin rakovců či korýšů vůbec (raci, poustevníčci, krabi, krevety, langusty a další). Je známo asi 14 000 druhů žijících zejména ve vodním prostředí (ale vzácněji i na souši). Tito korýši přežili také hromadné vymírání na konci křídy před 66 miliony let.

## Stavba těla
Jméno desetinožců je odvozeno od skutečnosti, že mají deset kráčivých končetin (5 párů). Z nich alespoň jeden pár obvykle nese klepeta. Mimo to mají tři páry čelistních nožek (maxiliped), čímž se liší od ostatních velkokrunýřovců (Eucarida). Vylučování zajišťují u dospělců zpravidla antenální žlázy. V centru zájmu jsou však hlavně žábry uschované pod karapaxem v žaberním prostoru: rozlišuje se několik stavebních typů žaber podle typu uchycení a podle postranního větvení.

## Klasifikace
Klasifikace desetinožců prochází rozsáhlými změnami a Brusca s nadsázkou uvádí, že systematika desetinožců je oblíbenou volnočasovou aktivitou výzkumníků v tomto oboru. Obvykle se uznávají dva podřády:
- Dendrobranchiata – asi 450 druhů s dendrobranchiátními žábrami; včetně některých komerčně významných (rod Penaeus)
- Pleocyemata – rozsáhlá rozmanitá skupina, jejíž zástupci nikdy nemají dendrobranchiátní žábry; zahrnuje tzv. „lezoucí“ (Reptantia) a „plovoucí“ (Natantia). Dále se Pleocyemata dělí na:
  - Anomura – „poustevníčci“
  - Astacidea – raci
  - Brachyura – krabi
  - Caridea – „krevety“
  - Palinura – „langusty“
  - Stenopodidea
  - Thalassinidea